# Charles F. Brannan

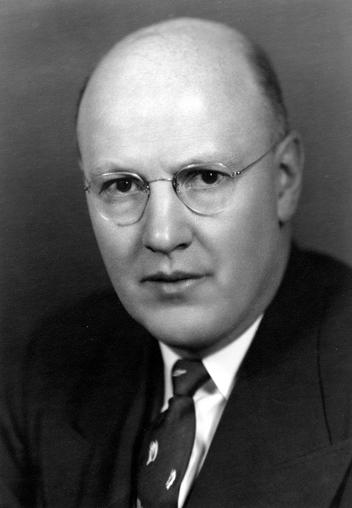
Charles F. Brannan

Charles Franklin Brannan (* 23. August 1903 in Denver, Colorado; † 2. Juli 1992 ebenda) war ein US-amerikanischer Jurist und Politiker, der dem Kabinett von US-Präsident Harry S. Truman als Landwirtschaftsminister angehörte.

## Leben
Charles Brannan machte 1929 seinen Jura-Abschluss an der University of Denver. Im selben Jahr wurde er in die Anwaltskammer von Colorado aufgenommen. 1935 berief ihn Präsident Franklin D. Roosevelt zum stellvertretenden regionalen Rechtsberater der Resettlement Administration, einem Teil des New-Deal-Programms unter Aufsicht des Landwirtschaftsministeriums. Brannan war in den folgenden Jahren auch in anderen Funktionen für das Ministerium tätig, ehe er 1941 Regionaldirektor der Farm Security Administration für Colorado, Montana und Wyoming wurde. Er fungierte auch für kurze Zeit als stellvertretender Leiter dieser Behörde, ehe ihn Präsident Roosevelt als stellvertretenden Landwirtschaftsminister in die Regierung holte.
Dies blieb er auch unter Roosevelts Nachfolger Harry S. Truman, der ihn dann zu Beginn seiner zweiten Amtszeit im Jahr 1948 zum Minister beförderte. Dabei scheiterte er 1949 mit dem nach ihm benannten Brannan-Plan. Dieser sollte als Teil das Fair-Deal-Programms von Präsident Truman die Einkommen der Farmer sichern, während zeitgleich der Markt die Preise ihrer Güter bestimmte. Der Plan wurde aber von der republikanischen Mehrheit im Kongress abgelehnt.
Mit dem Ende der zweiten Amtszeit von Präsident Truman schied auch Charles Brannan aus der Bundesregierung aus. Er wurde oberster Rechtsberater der National Farmers Union und war auch 1962 noch einmal kurzzeitig in beratender Funktion für das Landwirtschaftsministerium tätig. Brannan starb am 2. Juli 1992 als letztes Mitglied des Truman-Kabinetts.